# Uroš Đuranović
Uroš Đuranović (Budva, 1 de febrero de 1994) es un futbolista montenegrino que juega en la demarcación de centrocampista para el PFC Arsenal Tula de la Liga Nacional de Fútbol de Rusia.

## Selección nacional
Tras jugar en varias categorías inferiores de la selección, finalmente hizo su debut con la selección de fútbol de Montenegro en un partido amistoso contra Armenia que finalizó con un resultado de 1-0 tras un gol de Vahan Bichakhchyan.

## Clubes
| Club                 | País            | Año       | Partidos | Goles |
| -------------------- | --------------- | --------- | -------- | ----- |
| FK Mogren            | Montenegro      | 2013-2014 | 14       | 0     |
| FK Iskra Danilovgrad | Montenegro      | 2014-2016 | 31       | 4     |
| FK Dečić             | Montenegro      | 2016-2017 | 29       | 4     |
| FK Dukla Praga       | República Checa | 2017-2019 | 54       | 9     |
| Korona Kielce        | Polonia         | 2019-2020 | 21       | 0     |
| FK Radnički Niš      | Serbia          | 2020      | 14       | 2     |
| CSM Politehnica Iași | Rumania         | 2021      | 15       | 4     |
| FK Kolubara          | Serbia          | 2021-2022 | 36       | 14    |
| Kecskeméti TE        | Hungría         | 2022-2023 | 11       | 1     |
| FK Kolubara          | Serbia          | 2023      | 15       | 4     |
| Ħamrun Spartans FC   | Malta           | 2023-2024 | 29       | 15    |
| FK Novi Pazar        | Serbia          | 2024-2025 | 15       | 5     |
| PFC Arsenal Tula     | Rusia           | 2025-     | 10       | 0     |

## Palmarés

### Títulos nacionales
| Título                  | Club                  | País  | Año  |
| ----------------------- | --------------------- | ----- | ---- |
| Supercopa de Malta      | Ħamrun Spartans F. C. | Malta | 2023 |
| Premier League de Malta | Ħamrun Spartans F. C. | Malta | 2024 |